# Waldviertel

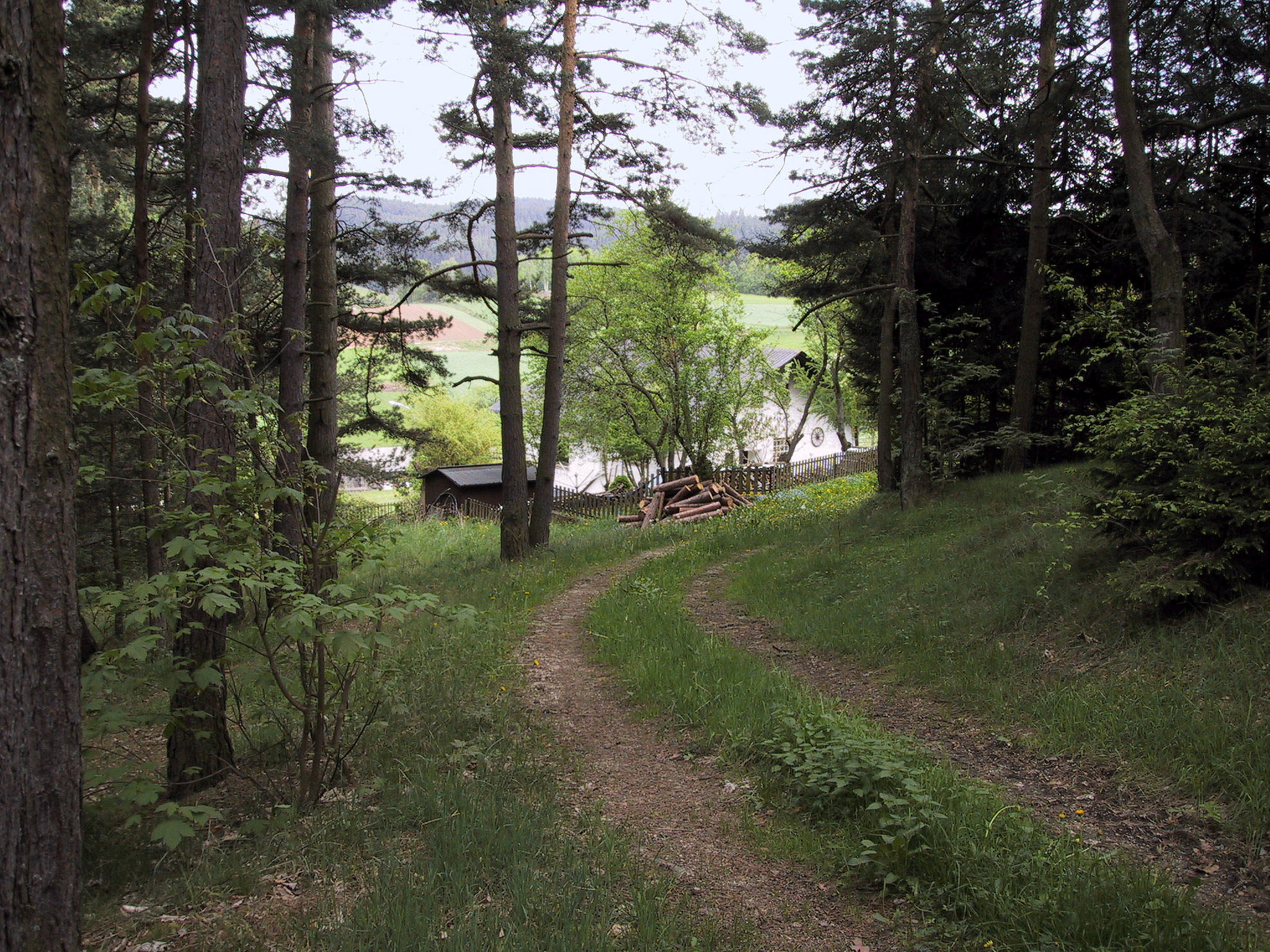
La forêt sur les hauteurs de Riebeis, dépendant de la commune de Rappottenstein.

Le Waldviertel est une région rurale et forestière au nord-ouest de Vienne. Depuis la réforme royale de 1868, les districts traditionnels n'ont plus de fonctions administratives. Le Waldviertel s'étend sur 4 600 km2 et compte environ 220 000 habitants (2011), ce qui représente une densité de population de 50 hab/km2.
Les limites administratives recoupent les frontières géographiques de la vallée de Gmünd, de Horn, de Krems, de Waidhofen an der Thaya et de Zwettl, dont le District de Melk au nord du Danube et la moitié ouest des districts d'Hollabrunn (comprenant les communes de Hardegg, Maissau et Mühlbach am Manhartsberg) ; mais une partie des districts de Krems et de Horn est rattachée au Weinviertel. Outre Krems, les principales villes de la région sont Gmünd, Horn, Waidhofen an der Thaya et Zwettl.
Du point de vue géologique, le Waldviertel est une composante du plateau granitique d'Autriche. Les éléments les plus pittoresques de la région sont la vallée de la Wachau avec son chef-lieu, Krems-sur-le-Danube, et Spitz an der Donau. Du point de vue géologique, cette vallée se rattache au Waldviertel, alors que la forêt de Dunkelsteinerwald se trouve dans le Massif de Bohême.
Le centre du Waldviertel est occupé, depuis l'Anschluss de 1938, par le champ de manœuvres militaire d'Allentsteig, qui avec 157 km2 occupe 3 % de la superficie du district.

## Districts
- Gmünd
- Hollabrunn
- Horn
- Krems-Land
- Tulln
- Zwettl

## Cours d'eau
- Kamp
- Thaya